# 麥氏真刺蝦
麥氏真刺蝦（学名：Eumunida macphersoni）为劣柱蝦科真刺蝦屬下的一个种。